# فرانتیشک پرووازنیک
فرانتیشک پرووازنیک (چکی: František Provazník; ۷ فوریهٔ ۱۹۴۸) قایقران روئینگ اهل چکسلواکی بود.
وی در مسابقات کشوری و بین‌المللی در مجموع برندهٔ ۲ مدال برنز شده‌است.